# راسيل هاردي
راسيل هاردي (بالإنجليزية: Russell Hardie)‏ هو ممثل أمريكي، ولد في 20 مايو 1904 في بوفالو في الولايات المتحدة، وتوفي في 21 يوليو 1973 في كلارنس في الولايات المتحدة.

## أعمال

### أفلام
- (1934) رجال في الأبيض

## وصلات خارجية
- راسيل هاردي على موقع IMDb (الإنجليزية)
- راسيل هاردي على موقع أول موفي (الإنجليزية)
- راسيل هاردي على موقع قاعدة بيانات برودواي على الإنترنت (الإنجليزية)
- راسيل هاردي على موقع قاعدة بيانات الأفلام السويدية (السويدية)
- راسيل هاردي على موقع قاعدة بيانات الفيلم (الإنجليزية)